# Merlot
Merlót je rdeča sorta vinske trte, ki je namenjena izdelavi različnih vin, tako je npr. v vsakem bordojcu merlot zastopan v razmerju od 25 do 35 odstotkov. Domovina merlota je Francija (okolica Bordeauxa), sicer pa trta dobro uspeva v toplih in suhih krajih, zato v evropskem prostoru šteje za pozno sorto.
Merlot večinoma šteje za kakovostno vino. V Sloveniji trta uspeva v primorskem vinorodnem okolišu.